# Uniwersytet Illinois
Uniwersytet Illinois (ang. University of Illinois)  – uniwersytet stanowy w Illinois, składający się z trzech uczelni:
- Uniwersytet Illinois w Urbanie i Champaign
- Uniwersytet Illinois w Chicago
- Uniwersytet Illinois w Springfield.